# Симон Башман
Симон Башман (фр. Simon Bachmann; Сен дени, 17. фебруар 1999) сејшелски је пливач француског порекла (рођен на Реиниону) чија специјалност су трке мешовитим, делфин и слободним стилом, а такође и пливање маратонских трка на отвореним водама. 
На светској сцени је дебитовао у мају месецу 2019. на трци светског купа у пливању на отвореним водама на Сејшелима, где је деоницу од 10 километара препливао за 2:10:21,60 сати, што му је било довољно за претпоследње 38. место. 
Два месеца касније исте године по први пут је наступио на светском првенству, а у корејском Квангџуу такмичио се у чак четири дисциплине. Прво је наступио у пливачком маратону на 5 километара у којој је заузео укупно 50. место у конкурекцији 60 такмичара. На 100 делфин је заузео 64. место, на 400 мешовито је био последњи 39, а пливао је и за мешовиту штафету на 4×100 слободно која је заузела укупно 26. место у квалификацијама.